# Çorum (district)
Çorum is een Turks district in de provincie Çorum en telt 243.600 inwoners (2007). Het district heeft een oppervlakte van 2276,8 km². Hoofdplaats is Çorum.
De bevolkingsontwikkeling van het district is weergegeven in onderstaande tabel.
| 1997    | 2000    | 2007    |
| ------- | ------- | ------- |
| 208.876 | 221.699 | 243.600 |